# Kurt Børset
Kurt Børset (né le 21 mai 1973) est un ancien sauteur à ski norvégien.
Son principal fait d'armes est une 8e place obtenue aux championnats du monde de vol à ski en 1994 à Planica (Slovénie).

## Palmarès

### Championnats du monde de vol à ski
| Épreuve / Édition | Planica 1994 |
| Individuel        | 8e           |

### Coupe du monde
- Meilleur classement final: 59e en 1994.
- Meilleur résultat: 8e.